# Pachnoda rufomarginata
Pachnoda rufomarginata är en skalbaggsart som beskrevs av Hermann Burmeister 1842. Pachnoda rufomarginata ingår i släktet Pachnoda och familjen Cetoniidae. Inga underarter finns listade i Catalogue of Life.